# Pennini-Alpok
Pennini-Alpok hegyvonulat az Alpok nyugati részén Svájc (Wallis kanton) és Olaszország (Aosta-völgy) határán. A hegység angol Pennine Alps elnevezése hasonlít az Angliában található Pennine-hegység (Pennines) nevéhez.

## Geográfia
Az olaszországi részen a hegységből ered a Pó három mellékfolyója (Dora Baltea, Sesia és a Toce), a svájci oldalon itt ered a Rhône. A Pennini-Alpokban van a híres Szent Bernát-alagút, mely a Nagy Szent Bernát-hágó alatt fut.
A hegység fő vonulata nyugatról keletre a két ország között terül el. A Mont Vélantól kezdve az első magas vonulat a Nagy Szent Bernát-hágó keleti oldala, a hegyvonulat magassága ritkán süllyed 3000 m alá, és többnyire 4000 méteres csúcsok találhatók, közöttük a Matterhorn és a Monte Rosa. A völgyek merőlegesek – mindkét oldalon – a fő vonulatra, a svájci oldalon a Rhône völgye esik meredeken, olasz oldalon a Aosta-völgy. A legmagasabb csúcsok gyakran a fő vonulaton kívül esnek (Grand Combin, Weisshorn, Mischabel, Weissmies).
A Pennini-Alpokban több mint 80 névvel nevezett hegycsúcs található a Monte Rosától (4630 m), a Cima di Bo (2556 m) nevű csúcsig.
Több mint 15 nagyobb gleccser, és több mint 50 hágó található a Pennini-Alpokban.

## Natúrparkok
A Pennini-Alpokban néhány regionális nemzeti park található, így például az olasz oldalon a Parco Naturale Alta Valsesia és a Riserva Naturale Mont Mars, a svájci oldalon a Regional park of Binn valley.
- Pennini-Alpok, Valais
- Matterhorn
- Monte Rosa
- Nagy Szent Bernát-hágó